# Championnat de beach soccer de la CONMEBOL 2009
Le Championnat de beach soccer de la CONMEBOL 2009 est la troisième édition du Championnat de beach soccer de la CONMEBOL. Elle s'est déroulée du 11 au 15 mars 2009 à Montevideo en Uruguay.
Le  Brésil a remporté ce championnat et le pays hôte, l'Uruguay a pris la deuxième place. La troisième place est revenue à l'Argentine. Ces trois équipes se sont qualifiées pour la Coupe du monde de beach soccer 2009 organisée à Dubaï

## Participants
- Argentine
- Brésil
- Chili
- Équateur
- Paraguay
- Pérou
- Uruguay
- Venezuela

## Phase de groupes

### Groupe A
| Équipe    | Pts | J | V | V+ | D | BM | BE | Diff |
| --------- | --- | - | - | -- | - | -- | -- | ---- |
| Uruguay   | 6   | 3 | 2 | 0  | 1 | 11 | 5  | 6    |
| Argentine | 6   | 3 | 2 | 0  | 1 | 15 | 9  | 6    |
| Chili     | 6   | 3 | 2 | 0  | 1 | 13 | 13 | 0    |
| Pérou     | 0   | 3 | 0 | 0  | 3 | 7  | 19 | -12  |

| 11 mars | Argentine | 5–6 | Chili | Montevideo |  |
|         |           |     |       |            |  |

| 11 mars | Pérou | 1–6 | Uruguay | Montevideo |  |
|         |       |     |         |            |  |

| 12 mars | Argentine | 9–3 | Pérou | Montevideo |  |
|         |           |     |       |            |  |

| 12 mars | Uruguay | 5–3 | Chili | Montevideo |  |
|         |         |     |       |            |  |

| 13 mars | Chili | 4–3 | Pérou | Montevideo |  |
|         |       |     |       |            |  |

| 13 mars | Uruguay | 0–1 | Argentine | Montevideo |  |
|         |         |     |           |            |  |

### Groupe B
| Équipe    | Pts | J | V | V+ | D | BM | BE | Diff |
| --------- | --- | - | - | -- | - | -- | -- | ---- |
| Brésil    | 9   | 3 | 3 | 0  | 0 | 26 | 4  | 22   |
| Équateur  | 6   | 3 | 2 | 0  | 1 | 17 | 15 | 2    |
| Paraguay  | 3   | 3 | 1 | 0  | 2 | 8  | 14 | -6   |
| Venezuela | 0   | 3 | 0 | 0  | 3 | 12 | 28 | -16  |

| 11 mars | Venezuela | 4–6 | Paraguay | Montevideo |  |
|         |           |     |          |            |  |

| 11 mars | Équateur | 3–8 | Brésil | Montevideo |  |
|         |          |     |        |            |  |

| 12 mars | Venezuela | 6–12 | Équateur | Montevideo |  |
|         |           |      |          |            |  |

| 12 mars | Brésil | 8–1 | Paraguay | Montevideo |  |
|         |        |     |          |            |  |

| 13 mars | Paraguay | 1–2 | Équateur | Montevideo |  |
|         |          |     |          |            |  |

| 13 mars | Brésil | 10–0 | Venezuela | Montevideo |  |
|         |        |      |           |            |  |

## Phase finale
|  | Demi-finales | Demi-finales |   |  | Finale | Finale |  |
|  |              |              |   |  |        |        |  |
|  |              | 3            |   |  |        |        |  |
|  |              | 1            |   |  |        |        |  |
|  |              |              |   |  |        | 10     |  |
|  |              |              | 1 |  |        |        |  |
|  | Uruguay      | 6            |   |  |        |        |  |
|  | Équateur     | 2            |   |  |        |        |  |

|  | 3e place |   |  |
|  |          |   |  |
|  |          | 9 |  |
|  |          | 8 |  |

### Demi-Finales
| 14 mars | Brésil | 3–1 | Argentine | Montevideo |  |
|         |        |     |           |            |  |

| 14 mars | Uruguay | 6–2 | Équateur | Montevideo |  |
|         |         |     |          |            |  |

### Match pour la troisième place
| 15 mars | Argentine | 9–8 | Équateur | Montevideo |  |
|         |           |     |          |            |  |

### Finale
| 15 mars | Brésil | 10–1 | Uruguay | Montevideo |  |
|         |        |      |         |            |  |